# Dieter Reiter
Dieter Reiter (Rain, 19 de mayo de 1958) es un político alemán y actual alcalde de Múnich, capital del estado de Baviera. Es miembro del Partido Socialdemócrata de Alemania.

## Biografía
Se graduó de la facultad de administración pública, de la cual obtuvo empleo en el ayuntamiento de Múnichen el área de gestión de impuestos. En abril de 2009, fue consejero profesional de la alcaldía, colaborando entre otras cosas de mantener los hospitales locales y las empresas urbanas como parte del sector público y evitar ser privatizadas. 
Desde 2011 ha expresado interés en querer ser el alcalde de Múnich, por lo que se postula en las elecciones municipales del 2014, ganando la segunda vuelta electoral, con un 56,7% de los votos.
En las elecciones municipales de 2020 fue reelegido como alcalde con un 71,7% de los votos en segunda vuelta.
Se casó dos veces y es padre de un hijo, fruto de su primer matrimonio. Desde 2003 convive con su segunda esposa, Petra, quien tiene dos hijos propios de una relación anterior.